# Mourède
Mourède (gaskognisch: Moreda) ist eine französische Gemeinde mit 70 Einwohnern (Stand 1. Januar 2022) im Département Gers in der Region Okzitanien; sie gehört zum Arrondissement Auch und zum Gemeindeverband Artagnan de Fezensac.

## Geografie
Die Gemeinde Mourède liegt an der Osse, rund 29 Kilometer nordwestlich der Kleinstadt Auch im Nordwesten des Départements Gers. Sie gehört zum Weinbrandgebiet Armagnac.
Teil der Gemeinde sind die Weiler Cardeillac und Mourède sowie einige Gehöfte.

## Geschichte
Nach der Reblauskrise, die die Weinberge zerstörte, zogen im 19. Jahrhundert viele Menschen fort. Die Mechanisierung der Landwirtschaft führte zu einer weiteren Abwanderung im 20. Jahrhundert. Mourède gehörte zur Region Comté de (Vic-)Fezensac innerhalb der Gascogne. Der Ort gehörte von 1793 bis 1801 zum District Condom, zudem von 1793 bis 1801 zum Kanton Lannepax und von 1801 bis 2015 zum Wahlkreis (Kanton) Eauze.

## Bevölkerungsentwicklung
| Jahr                       | 1962 | 1968 | 1975 | 1982 | 1990 | 1999 | 2006 | 2012 | 2020 |
| Einwohner                  | 93   | 90   | 95   | 80   | 80   | 69   | 78   | 86   | 73   |
| Quellen: Cassini und INSEE |      |      |      |      |      |      |      |      |      |

## Sehenswürdigkeiten
- Kirche Saint-Orens
- mehrere Wegkreuze